# Santiponce
Santiponce és una localitat de la província de Sevilla, Andalusia, Espanya. L'any 2005 tenia 7.558 habitants. La seva extensió superficial és de 9 km² i té una densitat de 839,8 hab/km². Les seves coordenades geogràfiques són 37° 26′ N, 6° 02′ O. Està situada a una altitud de 20 metres i a 7 kilòmetres de la capital de la província, Sevilla.
La població és sobre el lloc de l'antiga colonia romana Italica.

## Demografia
| 1996  | 1998  | 1999  | 2000  | 2001  | 2002  | 2003  | 2004  | 2005  | 2006  |
| ----- | ----- | ----- | ----- | ----- | ----- | ----- | ----- | ----- | ----- |
| 6.770 | 6.841 | 6.905 | 7.000 | 7.070 | 7.164 | 7.278 | 7.428 | 7.558 | 7.742 |